# Ion Mocanu
Ion Mocanu, né le 8 septembre 1962 à Ploiești, est un ancien joueur roumain de handball, reconverti entraîneur. 
Après plusieurs saisons fructueuses au Dinamo Bucarest, il rejoint en 1991 la France où il évolue jusqu'en 2002, étant notamment Champion de France en 1995

## Palmarès

### Club
Compétitions internationales
- Coupe des vainqueurs de coupe (C2)
  - Finaliste en 1983
  - Demi-finaliste en 1989
- Coupe de l'EHF (C3)
  - Demi-finaliste en 2004 (entraîneur-joueur)

Compétitions nationales
- Championnat de Roumanie
  - Vainqueur (1) : 1986
  - Vice-champion en 1983, 1984, 1988, 1989, 1990, 1991, 2003 et 2004 (entraîneur-joueur)
- Vainqueur de la Coupe de Roumanie (1) : 1988
- Vainqueur du Championnat de France (1) : 1995

### Sélection nationale
- 3e place au Championnat du monde B 1989
- Médaille de bronze au Championnat du monde 1990
- 8e place aux Jeux olympiques de 1992
- 11e place au Championnat d'Europe 1994
- 10e place au Championnat du monde 1995

Autres
- Médaille d'or au Championnat du monde universitaire en 1985
- Médaille d'or au Championnat du monde universitaire en 1987